# CX-546

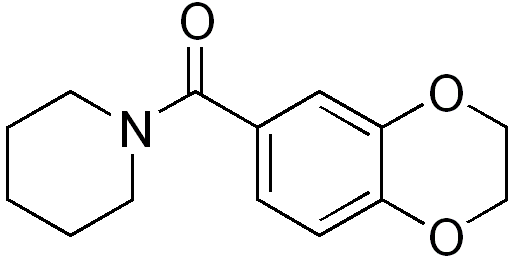
Molécule de CX-546.

CX-546 est un médicament de la classe des ampakines, agissant sur l'épine dendritique, développé par l'entreprise américaine Cortex Pharmaceuticals.

## Description
Le CX-546 est un modulateur positif allostérique des récepteurs ionotropes du glutamate (AMPAR) de type α-amino-3-hydroxy-5-méthyl-4-isoxazolepropionique), qui améliore la potentialisation à long terme (PLT), démontrée liée à l'apprentissage, à la mémoire, et aux performances des tâches d'apprentissage chez l'animal (la potentialisation à long terme est est un processus intracérébral par lequel les synapses se renforcent par répétition, ce qui rend possible la mémorisation à long terme dans  diverses régions du cerveau).

Le CX-546 améliore aussi la cognition de patients victimes de troubles d'origine neurodégénérative.
Il est estimé que la structure, l'intégrité et le remodelage des structures dendritiques de certaines partie du cerveau jouent un rôle majeur dans l'apprentissage et la mémorisation ; et la fonction cognitive semble très liée à leur « plasticité structurelle ». On sait aussi que certaines de leurs anomalies causent des troubles cognitifs.
Selon Chang et al. (2014), l'effet à long terme du CX-546 sur le remodelage de l'épine dendritique est associé, dans des cultures de tranches hippocampiques, à une réduction significative de la synapse excitatrice de CA3-CA1 et de la densité de l'épine dendritique (petite structure proéminentes située en surface des dendrites, fonctionnant comme des compartiments postsynaptiques pour les synapses excitatrices), permettent d'encoder des changements dans l'état d’une synapse individuelle sans nécessairement affecter l'état d’autres synapses d'un même neurone.

Et en termes d'électrophysiologie, le circuit CA3–CA1 semble compenser la perte de synapse en améliorant l'efficacité synaptique, et la probabilité de libération présynaptique.

Les échantillons traitées au CX-546 ont montré une amélioration de la potentialisation prolongée. De plus, la plasticité structurelle, à savoir l'élargissement de la tête de l'épine dendritique, était également plus prononcée après le traitement CX-546. L'ampakine semble améliorer la plasticité structurelle et de la fiabilité fonctionnelle des synapses de l'hippocampe.
Le CX-546 a aussi été proposé comme un traitement de la schizophrénie. Le CX-546 était le second médicament issu du programme de recherche de Cortex Pharmaceuticals, après CX-516, mais bien qu'amélioré par rapport à son prédécesseur, il posait encore des problèmes (biodisponibilité orale limitée).
On a récemment montré qu'il pourrait diminuer un mécanisme général de résistance chimiothérapeutique, au moins dans le cas d'une résistance acquise aux médicaments anticancéreux, résistance qui est l'une de causes de mauvais résultats dans le traitement du cancer de l'ovaire séreux de haut grade (HGSOC, le sous-type le plus agressif de cancer de l'ovaire, trouvé dans 70 à 80 % de tous les cas de ce cancer pour lequel seules 46 % des femmes atteintes survivent au delà de cinq ans).
Le CX-546 a ensuite conduit au développement de nouveaux composés tels que CX-614 et CX-717, jugés plus intéressants.
Le CX-546 lui-même a aussi montré une certaine efficacité dans l'inversion de la dépression respiratoire produite par des médicaments sédatifs tels que les opioïdes et les barbituriques.